# Corentin Denolly
Corentin Denolly (Parijs, 6 juni 1997) is een Franse tennisser. Tot op heden won hij nog geen ATP-toernooien maar deed wel al mee aan één grandslamtoernooi.

## Prestatietabellen
| Legenda | Legenda                          |
| ------- | -------------------------------- |
| g.t.    | geen toernooi gehouden           |
| l.c.    | lagere categorie                 |
| –       | niet deelgenomen                 |
| G       | uitgeschakeld in de groepsfase   |
| 1R      | uitgeschakeld in de eerste ronde |
| 2R      | uitgeschakeld in de tweede ronde |
| 3R      | uitgeschakeld in de derde ronde  |
| 4R      | uitgeschakeld in de vierde ronde |
| KF      | uitgeschakeld in de kwartfinale  |
| HF      | uitgeschakeld in de halve finale |
| F       | de finale verloren               |
| W       | het toernooi gewonnen            |
| w-v     | winst/verlies-balans             |

### Prestatietabel dubbelspel
| Grandslamtoernooien  |     |     |      |
| Australian Open      | –   | –   | –    |
| Roland Garros        | 1R  | –   | 1R   |
| Wimbledon            | –   | –   | g.t. |
| US Open              | –   | –   | –    |
| Statistieken         |     |     |      |
| Totaal aantal titels | 0   | 0   | 0    |
| Eindejaarsranking    | 429 | 309 | 295  |